# Ranunculus stagnalis
Ranunculus stagnalis Hochst. ex A. Rich. – gatunek rośliny z rodziny jaskrowatych (Ranunculaceae Juss.). Występuje endemicznie w Etiopii. 

## Morfologia
PokrójBylina.
LiścieSą dłoniasto-sieczne.
KwiatySą pojedyncze. Pojawiają się w kątach pędów. Mają żółtą barwę. Dorastają do 20–25 mm średnicy. Mają 5 działek kielicha oraz od 6 do 10 płatków.

## Biologia i ekologia
Rośnie w rowach, stawach oraz na brzegach rzek. Występuje na obszarze górskim. 